# Долінін Валерій Олексійович
Долінін Валерій Олексійович (25 липня 1953 — 15 листопада 2021) — російський академічний веслувальник.
Срібний призер Олімпійських Ігор 1980 року в складі розпашної четвірки без стернового, бронзовий призер 1976 року в складі розпашної четвірки без стернового.
Чемпіон світу 1978, 1981 років у складі розпашної четвірки без стернового, срібний призер 1977 (вісімки), 1982 (розпашні четвірки без стернового) років.